# Vádi Músza
Vádi Músza (arabul: وادي موسى) jordániai település Petra közelében. A város nevének jelentése magyarul Mózes völgye, amely arra a legendára utal, hogy Mózes itt fakasztott vizet a sziklából a szomjazó zsidóknak. A Mózesnek tulajdonított forrásból a nabateusok csatornákon Petrába vezették a vizet.
Vádi Músza nagyjából 250 kilométerre fekszik Jordánia fővárosától, Ammántól, és 100 kilométerre a Vörös-tenger partján fekvő Akabától. A várostól két kilométerre található Petra, így Vádi Músza fő jövedelmi forrását a romvárost felkereső turisták kiszolgálása jelenti. A települést Petra őrzőjének is nevezik. A közeli Hór-hegyen található Áron, Mózes testvérének feltételezett sírja. Vádi Músza becsült lakossága 26 ezer 100 volt 2009-ben.

## Galéria

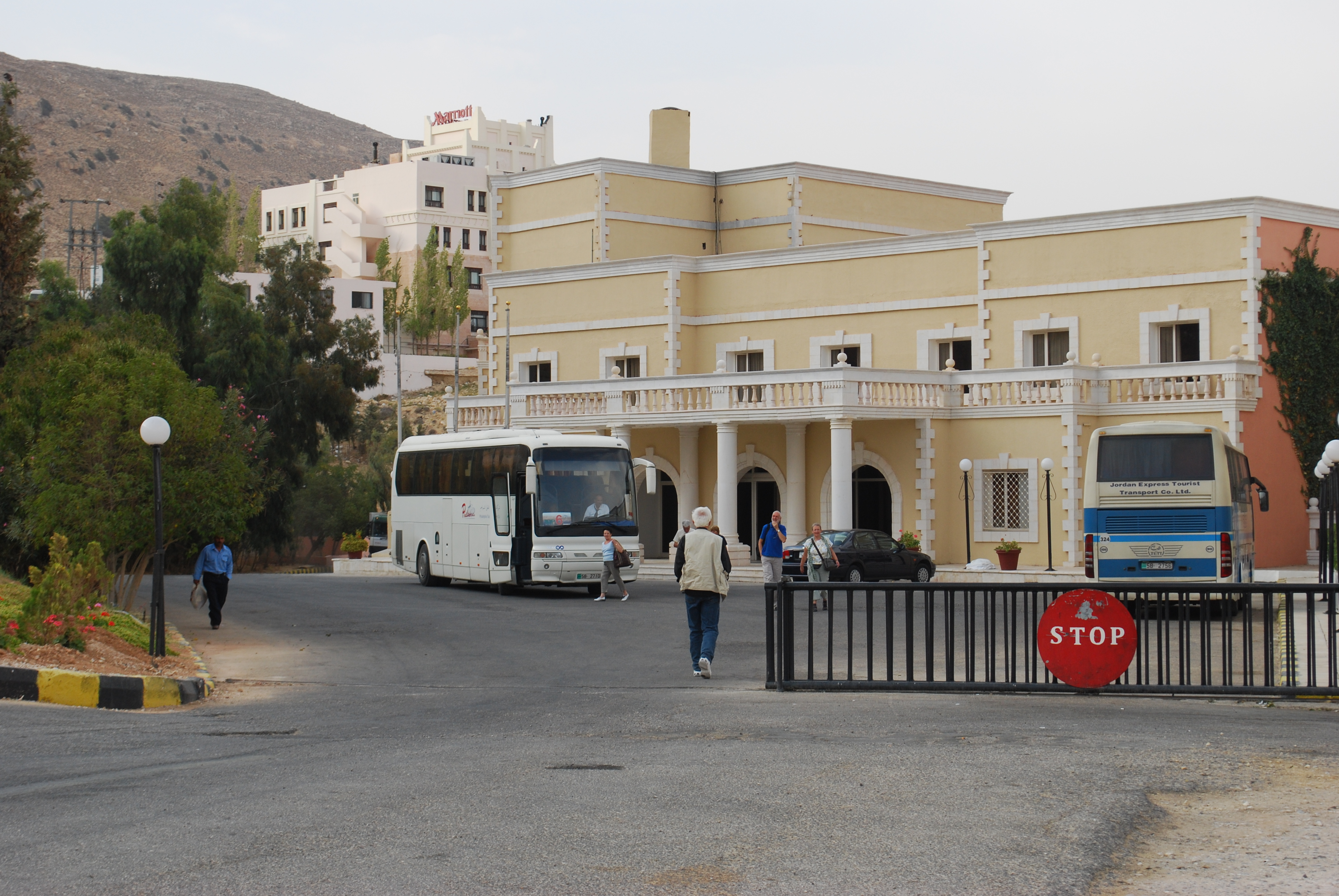
A Grand Hotel
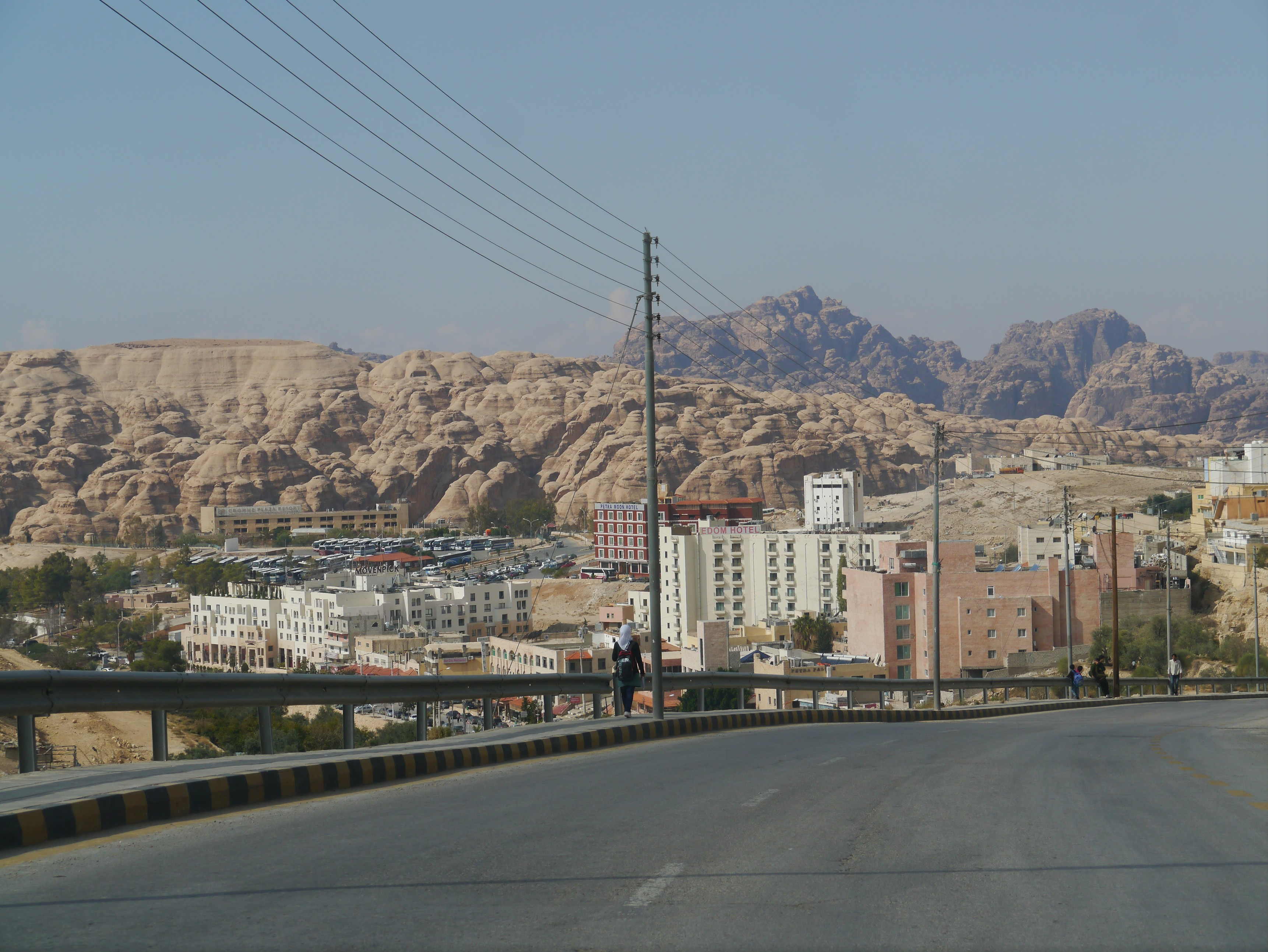
Vádi Músza látképe
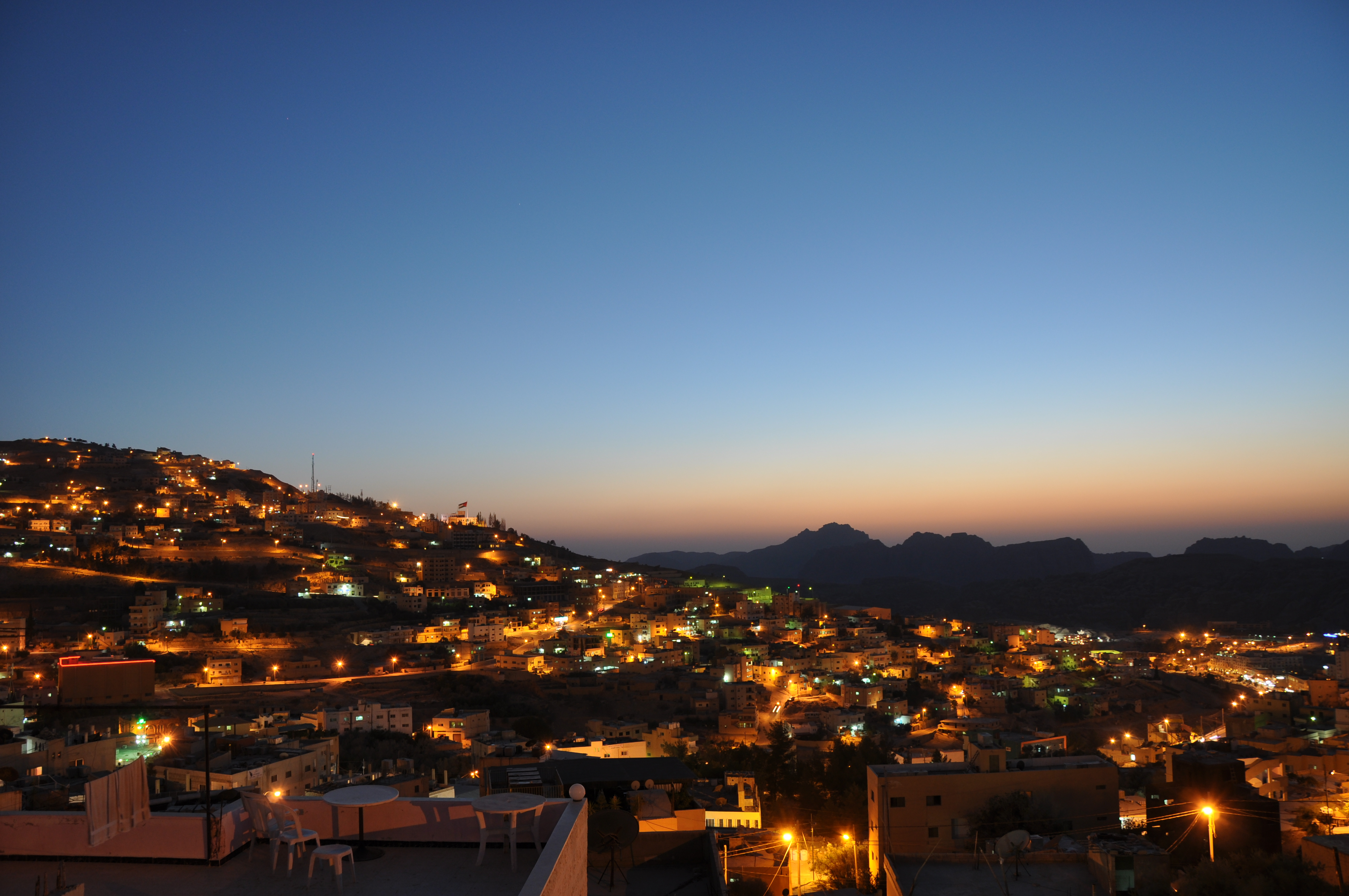
A város napnyugtakor
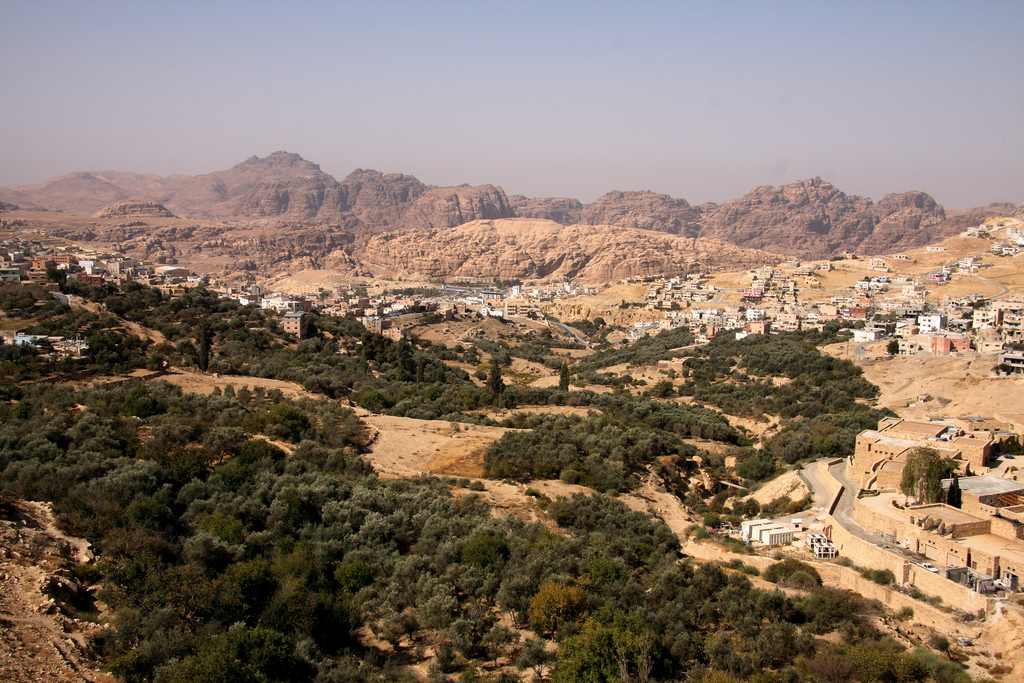
Vádi Músza látképe

## Fordítás
- Ez a szócikk részben vagy egészben  a   Wadi Musa című angol Wikipédia-szócikk fordításán alapul.  Az eredeti cikk szerkesztőit annak laptörténete sorolja fel. Ez a jelzés csupán a megfogalmazás eredetét és a szerzői jogokat jelzi, nem szolgál a cikkben szereplő információk forrásmegjelöléseként.